# De Vries (cráter)
| De Vries es un cráter de impacto situado en la cara oculta de la Luna con relación a la Tierra, aproximadamente a mitad de camino entre los cráteres Racah hacia el norte-noroeste y Orlov al sur-sureste. Una llanura amurallada sin nombre se encuentra entre De Vries y Orlov, con el perímetro de este elemento uniendo los dos bordes. Este cráter no está erosionado de manera significativa, a pesar del pequeño cráter unido al exterior del borde norte. Dentro del suelo interior aparece una gran elevación central un poco desplazada justo al noreste del punto medio. |

## Cráteres satélite
Por convención estos elementos son identificados en los mapas lunares poniendo la letra en el lado del punto medio del cráter que está más cerca de De Vries.
|          | \| De Vries \| Coordenadas \| Diámetro \| \| -------- \| -------------------------------- \| -------- \| \| D \| 18°54′S 174°18′O / -18.9, -174.3 \| 19 km \| \| N \| 21°30′S 177°18′O / -21.5, -177.3 \| 30 km \| \| R \| 20°42′S 178°24′O / -20.7, -178.4 \| 14 km \| |          |
| De Vries | Coordenadas | Diámetro |
| D        | 18°54′S 174°18′O / -18.9, -174.3 | 19 km    |
| N        | 21°30′S 177°18′O / -21.5, -177.3 | 30 km    |
| R        | 20°42′S 178°24′O / -20.7, -178.4 | 14 km    |